# Mémoires d'un âne
« Cadichon » redirige ici. Pour la série télévisée, voir Cadichon (série télévisée).
Mémoires d'un âne est une œuvre littéraire de la comtesse de Ségur, publiée en 1860, contant dans un style autobiographique les mémoires de Cadichon, « âne savant » à qui il arrive de nombreuses aventures.

## Résumé
Un âne nommé Cadichon a écrit ses mémoires pour raconter les aventures de sa vie avec un bon sens paysan  et une vivacité dont certains hommes manquent parfois. Au début du récit, il raconte qu'il a pour maîtresse une fermière qui le maltraite. Il décide donc de s’échapper et vit un moment dans le bois. Il aura pourtant d’autres maîtres. Certains le traiteront bien et il le leur rendra en étant docile et serviable. Il sauvera par exemple la petite Pauline d’un incendie. En revanche, si on ne le traite pas bien, l’âne ne se laisse pas faire et il riposte. Il est finalement recueilli par Jacques et ses cousins, qui séjournent dans le château de leur grand-mère. Il y est heureux, mais son côté rancunier et moqueur l’éloigne de ses maîtres. Il blesse le petit Auguste car il le tient pour responsable de la mort de son ami, le chien Médor, abattu accidentellement lors d'une partie de chasse. Cependant, il se rend compte qu’il doit changer et mieux se comporter. Il décide donc de se racheter auprès du petit garçon, qu'il sauve à deux reprises, alors qu'il est poursuivi par des chiens, puis quand il est sur le point de se noyer. Dès lors, Cadichon devient véritablement bon.
La morale voulue par la comtesse de Ségur est clairement exprimée dans le roman : il ne suffit pas d'avoir de l'esprit ou être débrouillard : il faut aussi et avant tout avoir du cœur afin de se faire aimer et d'être heureux.

## Adaptations
- Paul Ladmirault écrit une adaptation pour piano et récitant Mémoires d'un âne, publiée en 1932[1].
- Cadichon ou les mémoires d'un âne / Les tribulations de Cadichon, série télévisée française de 2 saisons de 10 épisodes produite en 1980 et  diffusée à partir de 1986.